# Петряевская (Тарногский район)
Петряевская — деревня в Тарногском районе Вологодской области.
Входит в состав Заборского сельского поселения, с точки зрения административно-территориального деления — в Заборский сельсовет.
Расстояние по автодороге до районного центра Тарногского Городка — 17 км, до центра муниципального образования Красного — 12 км. Ближайшие населённые пункты — Тюприха, Регишевская, Сверчковская.
По данным переписи в 2002 году постоянного населения не было.